# Río Túa
El río Túa es un río de Portugal, un afluente por la margen derecha del Duero que, con una longitud de 40 km, discurre principalmente por la comarca denominada Terra Quente (Tierra Caliente) del distrito de Braganza, en su límite con el de Vila Real.

## Nacimiento
El río Túa nace a 4 km al norte de la ciudad de Mirandela, de la confluencia de otros dos: el Tuela y el Rabazal. Se da la circunstancia de que los dos ríos cuya unión forma el Túa nacen en España: el Tuela en la sierra Segundera, al noroeste de la provincia de Zamora y el Rabazal (denominado Rabaçal en su curso portugués) entre La Gudiña y Villardevós, en la provincia de Orense, cerca de la frontera hispano-portuguesa. Los dos ríos entran en Portugal por el concelho de Vinhais y reciben sendos afluentes, el río Mente en el Rabazal y el río Gamoneda (denominado Baceiro en su curso portugués) en el Tuela.

## Curso
A partir de Mirandela, el Túa marca el límite meridional de este municipio con los de Vila Flor y Carrazeda de Ansiães. Pasa luego a definir la frontera entre los distritos de Braganza y Vila Real, primero con el concelho de Murça y luego con el de Alijó.
En este tramo el Túa recibe por la izquierda su principal afluente, el arroyo Ribeira de Carvalhais, cuyas fuentes pueden encontrarse en la vertiente meridional de la Sierra de Nogueira.

## Desembocadura
El Túa desagua en la margen derecha del Duero en la localidad por ello llamada Foz Túa, perteneciente a la freguesia de Castanheiro, en el concelho de Carrazeda de Ansiães. Frente a la desembocadura, al otro lado del Duero, se sitúa Soutelo do Douro, freguesia del concelho de São João da Pesqueira, ya en el distrito de Viseu.
En esta desembocadura empezó a producir energía hidroeléctrica en 2012 la presa de Foz Túa, tras un largo proceso de controversias entre el gobierno portugués y organizaciones ambientalistas.